# ロシア再生党
ロシア再生党（ロシア語: Партия возрождения России, Partiya Vozrozhdeniya Rossii）は、ロシアの政党。政治的立場は中道、社会民主主義である。党首は、ソ連共産党政治局員やロシア連邦議会下院国家会議議長を務めたゲンナジー・セレズニョフ。
2003年ロシア下院選挙において、ロシア生活党と選挙協力を結び選挙戦を戦ったが、得票率1.9パーセントに終わった。セレズニョフ自身はサンクトペテルブルク選挙区から立候補し、イリーナ・ハカマダを破って当選した。
2007年ロシア下院選挙においては、左派政党である「ロシアの愛国者」と政治ブロックを構成し選挙に臨んだ。
2008年9月9日、党は公式に解散した。